# Фундукліївка
Фундукліївка — проміжна залізнична станція Шевченківської дирекції Одеської залізниці на електрифікованій лінії Імені Тараса Шевченка — Чорноліська між зупинними пунктами 247 км (5 км) та 255 км (3 км).
Розташована у селищі міського типу Олександрівка Олександрівського району Кіровоградської області.

## Історія
Станцію відкрито у 1876 році і названо на честь Фундуклея Івана Івановича — громадського і політичного діяча, вченого, доброчинця. Також станція є залізничним вузлом для вантажних потягів.

## Пасажирське сполучення
На станції зупиняються деякі пасажирські потяги далекого сполучення та всі приміські електропоїзди.
Потяги далекого сполучення
- № 41/42 Дніпро-Головний — Трускавець
- № 61/62 Миколаїв — Москва
- № 69/70 Маріуполь — Львів
- № 85/86* Новоолексіївка — Львів
- № 87/88* «Лісова пісня» Новоолексіївка — Ковель
- № 101/102 Херсон — Київ-Пасажирський
- № 109/110 Херсон — Львів
- № 119/120 Запоріжжя I — Львів
- № 121/122 Миколаїв — Київ-Пасажирський
- № 137/138 Одеса-Головна — Черкаси.

Примітка: Потяги № 85/86 та № 87/88 в період з листопада по травень курсують об'єднаними складами.
Потяги приміського сполучення
- Знам'янка-Пасажирська — Цвіткове — Знам'янка-Пасажирська
- Знам'янка-Пасажирська — Ім. Тараса Шевченка — Знам'янка-Пасажирська.